# Gérard Latortue
Gérard Latortue (født 19. juni 1934 på Gonaïves, død 27. februar 2023) var den 12. premierminister i Haiti fra den 12. marts 2004 til den 9. juni 2006 og embedsmand i FN i mange år.
I 2006 overtog Jacques-Édouard Alexis som Haitis premierminister.